# Burnt Pine
Burnt Pine (norfuk: Ban Pain) ist der größte Ort auf der Norfolkinsel im Pazifischen Ozean.
Bei der Siedlung mit geschätzt rund 180 Einwohnern im Jahr 2007 handelt es sich um das kommerzielle Zentrum der Insel. Im Ortszentrum finden sich etliche Geschäfte und Cafés.

## Geographie
Der Ort liegt auf einem ost-westlich ausgerichteten Kamm vulkanischen Gesteins, etwa 117 Meter über dem Meeresspiegel. Die Oberläufe des Cascade Creek, des Broken Bridge Creek (Nordseite) und des Watermill Creek (Südseite) fließen knapp unterhalb des Kamms.
Die Inselhauptstadt Kingston befindet sich ungefähr drei Kilometer südlich des Ortes. Am östlichen Rand von Burnt Pine befindet sich eine Schule. Rund zwei Kilometer nördlich des Ortes liegen die Ruinen der alten Walfangstation.

## Geschichte
Auf zwei Karten aus den Jahren 1844 und 1904 sind an der Stelle, an welcher sich der heutige Ort befindet, landwirtschaftliche Betriebe eingezeichnet. Die Gründung der heutigen Siedlung ist auf den Bau eines Militärflugplatzes im Jahr 1942 während des Pazifikkrieges zurückzuführen (heute Norfolk Island International Airport). Im Zuge des Baus wurde die durch Häftlinge bepflanzte Pine Avenue für die Ost-West-Landebahn des Flugplatzes zerstört. Die örtliche Armeezeitung nahm in Bezug auf dieses Ereignis den Namen „Burnt Pine News“ an, woraus der künftige Ortsname entstanden ist.
Gegen Ende des Krieges wurden einige Geschäfte und ein Krankenhaus (Neubau 1952) um die Kreuzung der Straßen Taylors Road und Grassy Road errichtet. Der ab dem Jahr 1946 zunehmende reguläre Flugverkehr führte zu einem kontinuierlichen Anstieg des Tourismus.

## Sehenswürdigkeiten

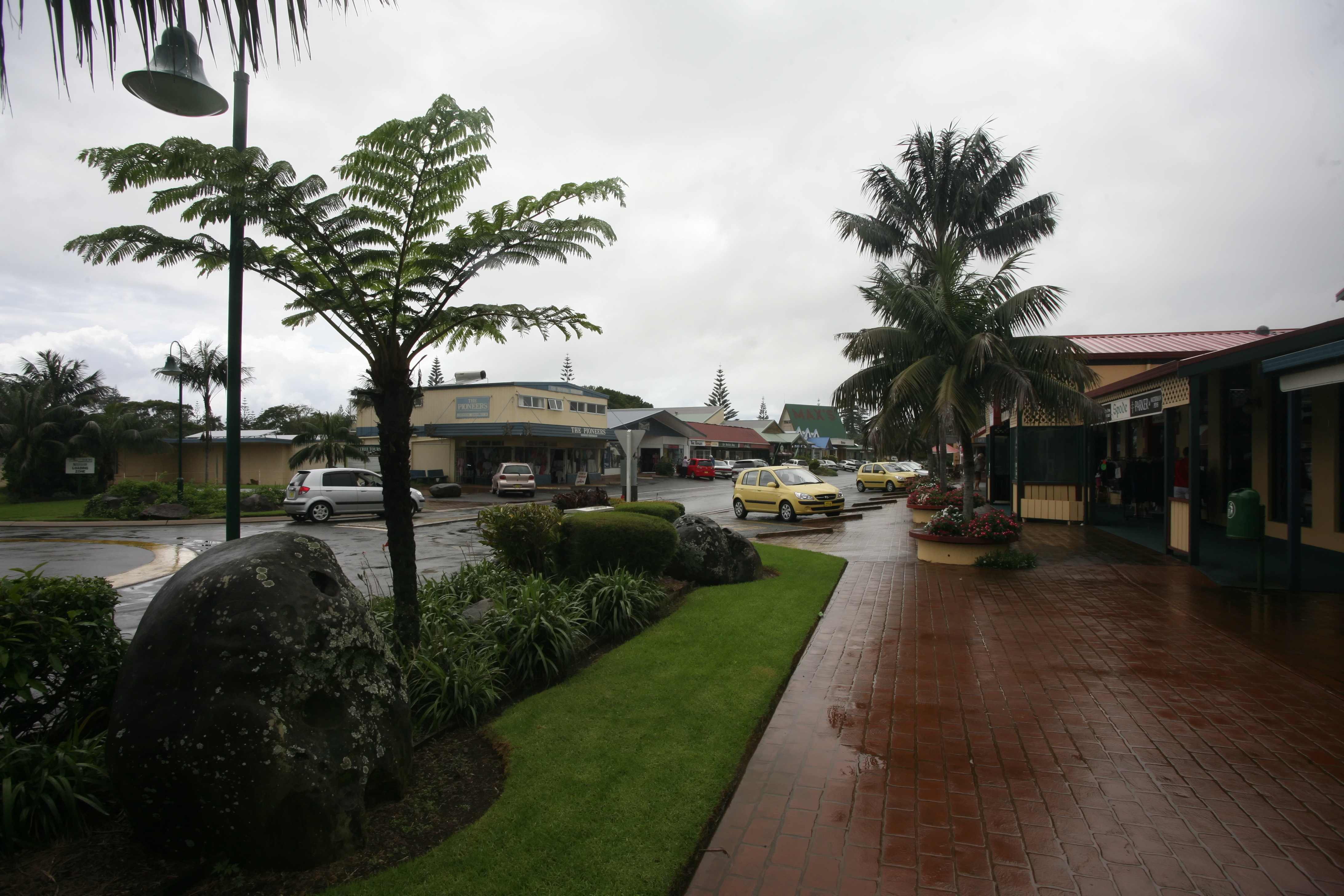
Straßenszene in Burnt Pine

### Burnt Pine
- Norfolk Island Bowling Club (1939)
- Rawson Hall (1946)
- South Pacific Hotel
- Lions Park Sports Grounds and Grandstand (1974)
- Foodland Mall (1980)
- The Bicentennial Complex (1988)
- Bounty Square and ship monument (2000)

### Middlegate
- Bounty Folk Museum (1980)
- Governor’s Lodge Resort (1998)
- Fletcher’s Mutiny Cyclorama (2002)
- Queen Victoria Gardens (2009)